# Dominion (album)
Dominion  je jedanaesti studijski album švedskog heavy/power metal sastava HammerFall. Album je objavljen 16. kolovoza 2019. godine, a objavila ga je diskografska kuća Napalm Records.
Prvi singl, "(We Make) Sweden Rock", objavljen je 3. svibnja. Singl odaje počast drugim sastavima i pjesmama koje su imale značajnu ulogu u stvaranju power metala, kao što su Judas Priest i Yngwie Malmsteen. 
Drugi je album na kojem bubnjeve svira David Wallin.

## Popis pjesama
| 1.    | »Never Forgive, Never Forget« | 5:31 |
| 2.    | »Dominion«                    | 4:39 |
| 3.    | »Testify«                     | 4:29 |
| 4.    | »One Against the World«       | 3:53 |
| 5.    | »(We Make) Sweden Rock«       | 4:15 |
| 6.    | »Second to One«               | 4:10 |
| 7.    | »Scars of a Generation«       | 4:41 |
| 8.    | »Dead by Dawn«                | 4:00 |
| 9.    | »Battleworn«                  | 0:38 |
| 10.   | »Bloodline«                   | 4:46 |
| 11.   | »Chain of Command«            | 4:00 |
| 12.   | »And Yet I Smile«             | 5:28 |
| 50:29 |                               |      |

## Zasluge
- Oscar Dronjak – gitara
- Fredrik Larsson – bas-gitara
- Joacim Cans – vokali
- Pontus Norgren – gitara
- David Wallin – bubnjevi

Ostalo osoblje
- Samwise Didier – omot albuma